# Ланьї-сюр-Марн
Ланьї́-сюр-Марн (фр. Lagny-sur-Marne) — місто та муніципалітет у Франції, у регіоні Іль-де-Франс, департамент Сена і Марна. Населення — 21 191 особа (01.01.2021).
Муніципалітет розташований на відстані близько 27 км на схід від Парижа, 38 км на північ від Мелена.

## Демографія
Динаміка населення (Ehess і INSEE ):
Розподіл населення за віком та статтю (2006):
| Стать | Всього | До 15 років | 15-24 | 25-44 | 45-64 | 65-85 | Понад 85 |
| --- | ------ | ----------- | ----- | ----- | ----- | ----- | -------- |
| Чоловіки | 9542   | 1858        | 1398  | 2995  | 2282  | 925   | 84       |
| Жінки | 10 550 | 1802        | 1445  | 3066  | 2630  | 1401  | 206      |
| \| Статево-вікова піраміда \| Статево-вікова піраміда \| Статево-вікова піраміда \| \| ----------------------- \| ----------------------- \| ----------------------- \| \| Чоловіки \| Вік \| Жінки \| \| 84 \| 85 + \| 206 \| \| 245 \| 80-84 \| 343 \| \| 170 \| 75-79 \| 382 \| \| 187 \| 70-74 \| 322 \| \| 323 \| 65-69 \| 354 \| \| 389 \| 60-64 \| 426 \| \| 632 \| 55-59 \| 690 \| \| 636 \| 50-54 \| 778 \| \| 625 \| 45-49 \| 736 \| \| 691 \| 40-44 \| 724 \| \| 698 \| 35-39 \| 791 \| \| 827 \| 30-34 \| 780 \| \| 779 \| 25-29 \| 771 \| \| 741 \| 20-24 \| 776 \| \| 657 \| 15-20 \| 669 \| \| 553 \| 10-14 \| 561 \| \| 644 \| 5-9 \| 574 \| \| 661 \| 0-4 \| 667 \| |        |             |       |       |       |       |          |
| Статево-вікова піраміда |        |             |       |       |       |       |          |
| Чоловіки | Вік    | Жінки       |       |       |       |       |          |
| 84 | 85 +   | 206         |       |       |       |       |          |
| 245 | 80-84  | 343         |       |       |       |       |          |
| 170 | 75-79  | 382         |       |       |       |       |          |
| 187 | 70-74  | 322         |       |       |       |       |          |
| 323 | 65-69  | 354         |       |       |       |       |          |
| 389 | 60-64  | 426         |       |       |       |       |          |
| 632 | 55-59  | 690         |       |       |       |       |          |
| 636 | 50-54  | 778         |       |       |       |       |          |
| 625 | 45-49  | 736         |       |       |       |       |          |
| 691 | 40-44  | 724         |       |       |       |       |          |
| 698 | 35-39  | 791         |       |       |       |       |          |
| 827 | 30-34  | 780         |       |       |       |       |          |
| 779 | 25-29  | 771         |       |       |       |       |          |
| 741 | 20-24  | 776         |       |       |       |       |          |
| 657 | 15-20  | 669         |       |       |       |       |          |
| 553 | 10-14  | 561         |       |       |       |       |          |
| 644 | 5-9    | 574         |       |       |       |       |          |
| 661 | 0-4    | 667         |       |       |       |       |          |

## Економіка
2010 року серед 13 761 особи працездатного віку (15—64 років) 10 646 були активними, 3115 — неактивними (показник активності 77,4%, у 1999 році було 74,4%). З 10 646 активних мешканців працювало 9713 осіб (4860 чоловіків та 4853 жінки), безробітними було 933 (484 чоловіки та 449 жінок). Серед 3115 неактивних 1302 особи були учнями чи студентами, 876 — пенсіонерами, 937 були неактивними з інших причин.

У 2010 році в муніципалітеті числилось 8504 оподатковані домогосподарства, у яких проживали 20316,0 особи, медіана доходів виносила 22 178 євро на одного особоспоживача

## Уродженці
- Крістофер Нкунку (*1997) — французький футболіст, півзахисник, фланговий півзахисник.
- Поль Погба - французький футболіст, півзахисник.

## Персоналії
- Едуард Леон Кортес (1882—1969) — французький художник, постімпресіоніст.
- Поль Погба — французький футболіст, гравець французької збірної та англійського «Манчестер Юнайтед».

## Галерея зображень

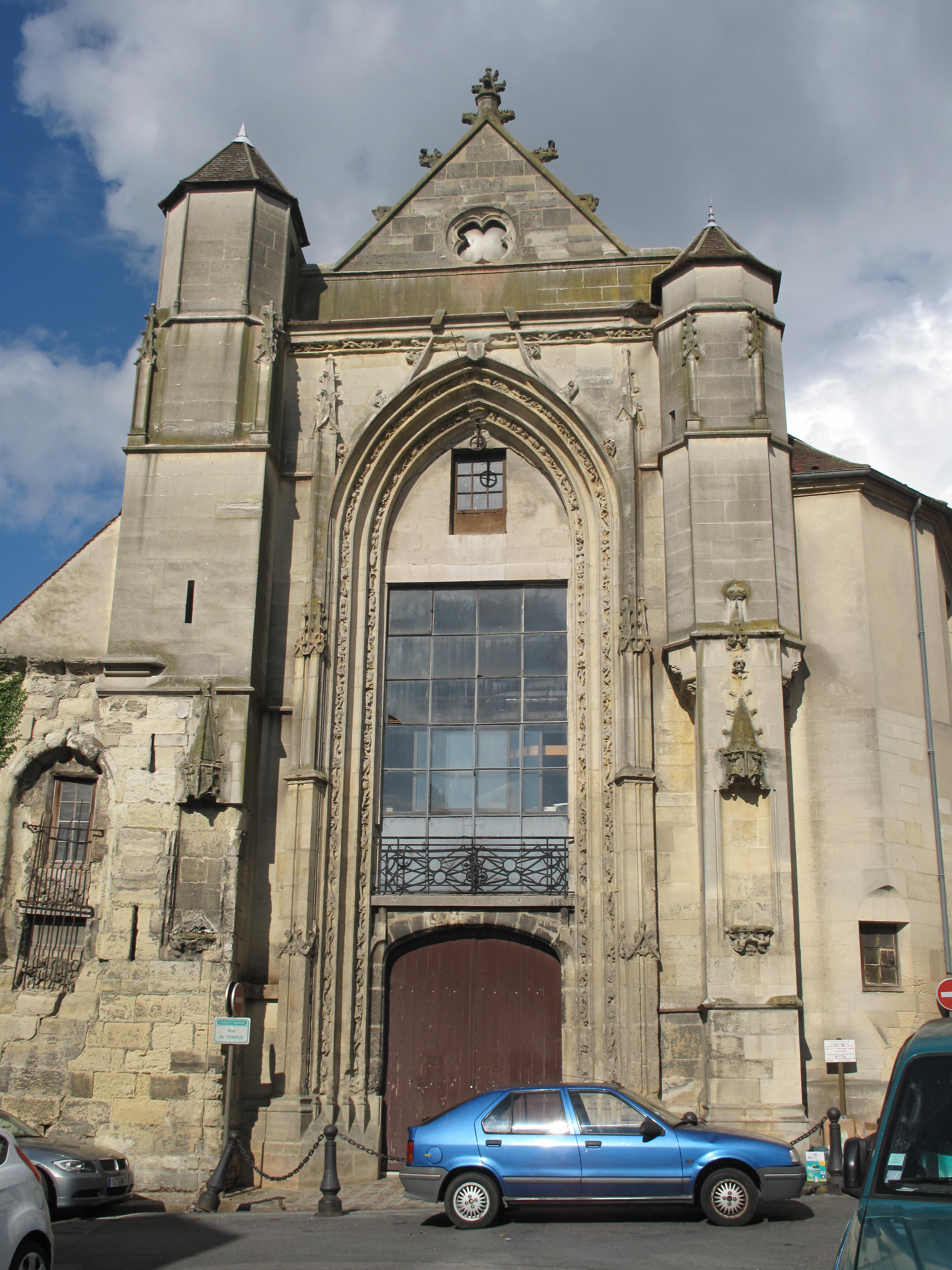
Церква святого Фурси
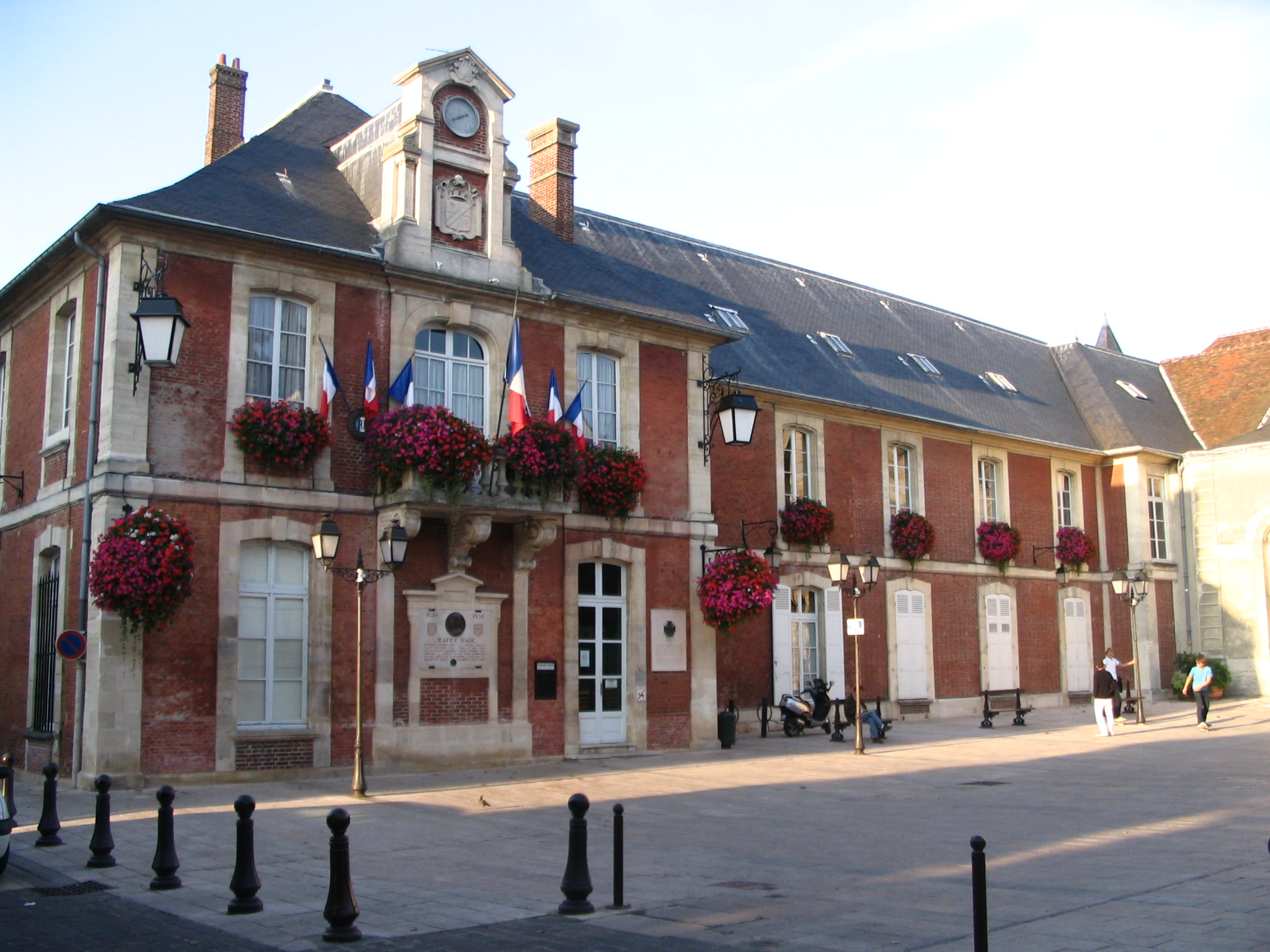
Мерія
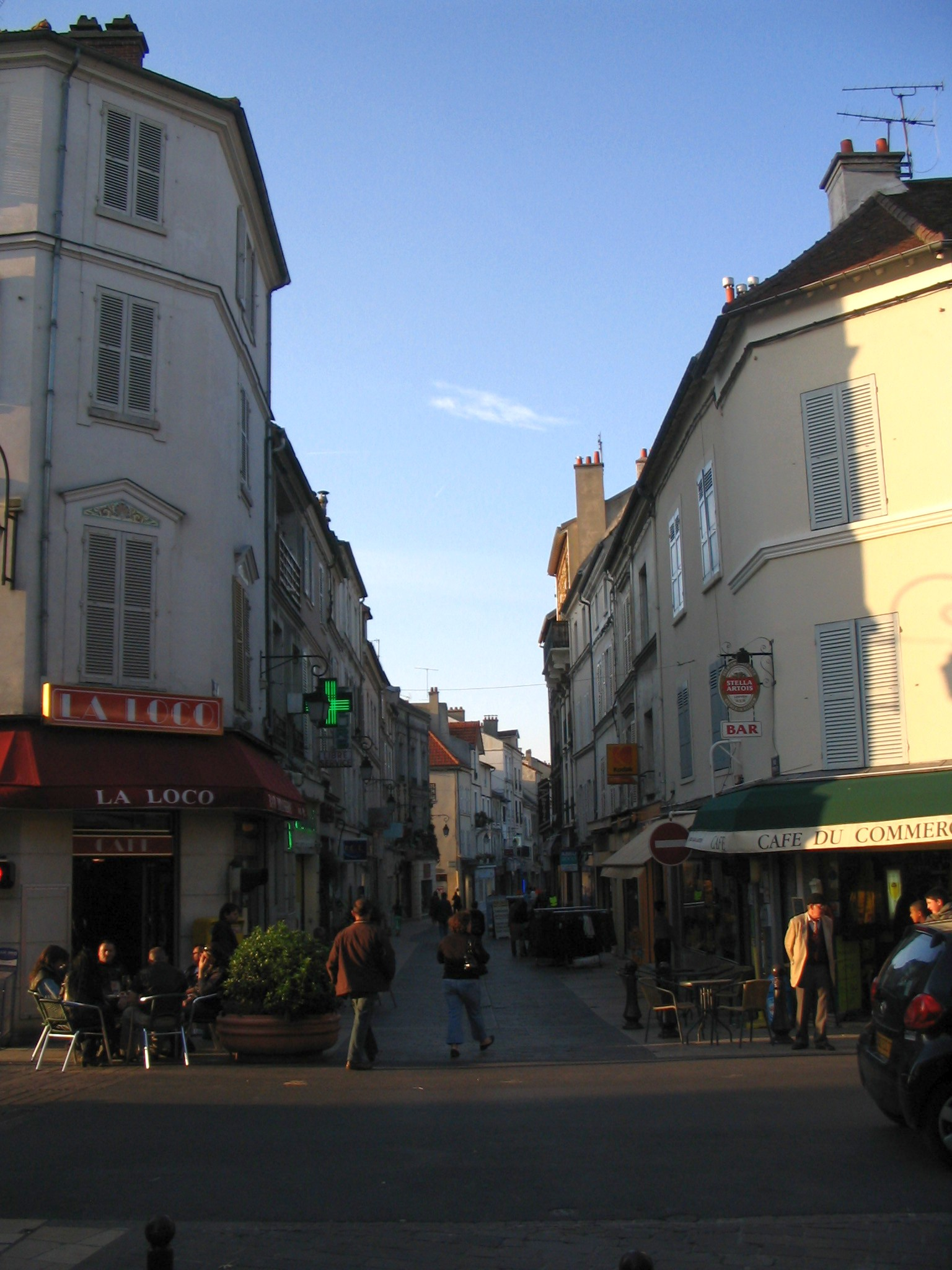
Торгова вулиця в центрі міста
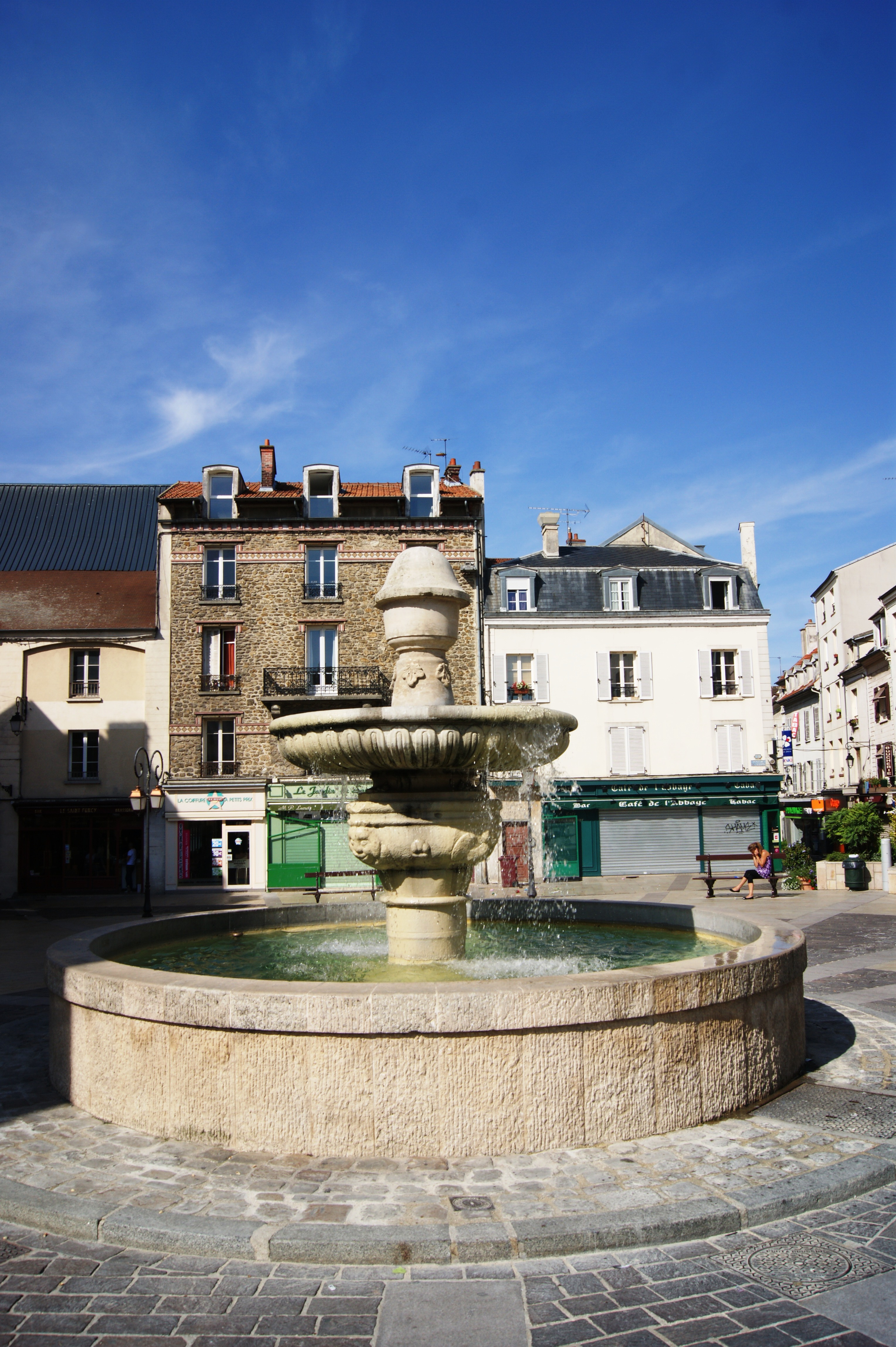
Площа з фонтаном
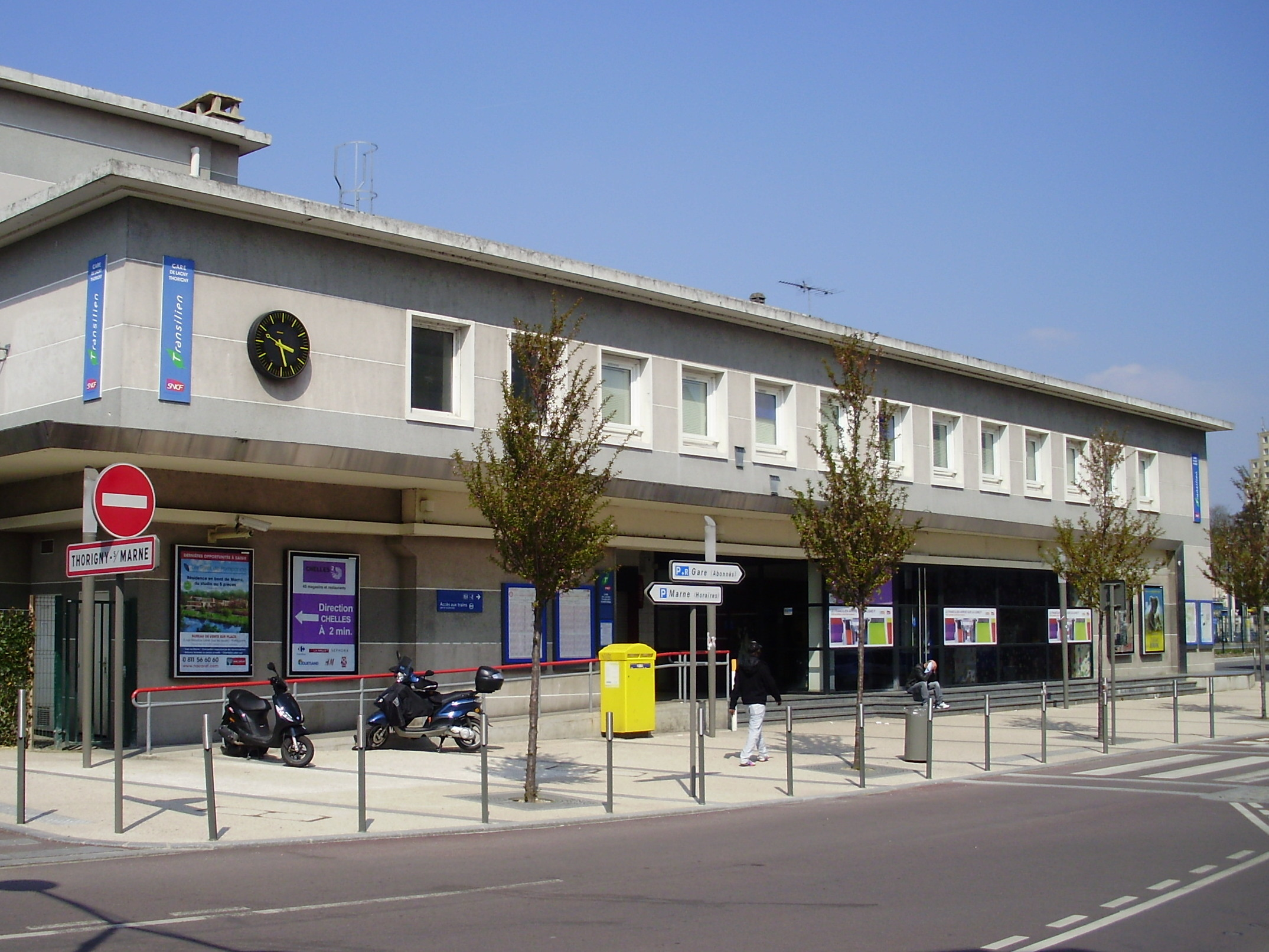
Вокзал Ланьї-Ториньї